# 布埃斯
布埃斯（法語：Bouesse，法語發音：[bwɛs]）是法国安德尔省的一个市镇，位于该省中南部。属于沙托鲁区。

## 地理
布埃斯（46°36'59"N, 1°41'16"E）面积24.19 平方千米，位于法国中央-卢瓦尔河谷大区安德尔省，该省份为法国中部省份，北起卢瓦-谢尔省，西北接安德尔-卢瓦尔省，西南接维埃纳省，南至克勒兹省和上维埃纳省，东临谢尔省。
与布埃斯接壤的市镇（或旧市镇、城区）包括：阿尔通、比克西耶尔达亚克、古尔奈、马耶、莫奈、韦勒。

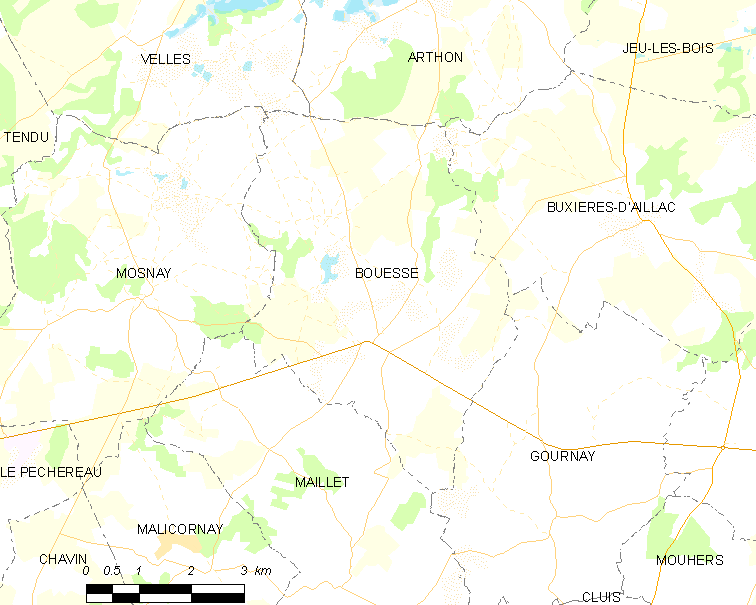
布埃斯的OSM定位图

布埃斯的时区为UTC+01:00、UTC+02:00（夏令时）。

## 行政
布埃斯的邮政编码为36200，INSEE市镇编码为36022。

## 政治
布埃斯所属的省级选区为克勒兹河畔阿让通县。

## 人口

1962-2008年间布埃斯人口变化图示

布埃斯于2022年1月1日时的人口数量为388人。